# Scopariopsis viridigrisea
Scopariopsis viridigrisea là một loài bướm đêm trong họ Noctuidae.